# Heineken Open 2000
Heineken Open 2000 — тенісний турнір, що проходив на кортах з твердим покриттям у місті Окленд (Нова Зеландія), Нова Зеландія з 10 січня . Належав до категорії ATP International Series, був турніром серії ATP Auckland Open 2000 року.

## Фінальна частина

### Одиночний розряд
Магнус Норман —  Майкл Чанг 3–6, 6–3, 7–5

### Парний розряд
Елліс Феррейра /  Рік Ліч —  Олів'є Делетр /  Джефф Таранго 7–5, 6–4